# Második ypres-i csata
A második ypres-i csata az első világháború egyik nagy csatája volt 1915. április 22-étől május 25-éig a Flandriában védekező francia-brit csapatok és a támadó császári Németország alakulatai között.

## Előzmények
Németország 1914–15 telén nagyon kellemetlen helyzetbe került a keleti fronton, az oroszok elleni küzdelemben minden erejére szüksége volt, ezért a nyugati fronton nem lépett fel támadólag. A franciák által erőltetett tél végi offenzívát a német hadsereg viszonylag könnyedén kivédekezte. A keleti fronton is hamarosan javulni kezdett a helyzet, ezért a német főparancsnokság megegyezett egy újabb nyugati offenzíva elindításáról. A támadás helyszínéül a La Manche partját választották ki. A német hadvezetés 1914-ben kétszer (versenyfutás a tengerhez, első ypres-i csata is kísérletet tett a csatorna déli partjának elfoglalására, hiába. Most harmadszor is tervbe vették az antant frontjának áttörését és csapatainak délnyugati irányból való bekerítését. Céljuk volt még Belgium hadseregének végső legyőzése is.
A Flandriai front túloldalán Nagy-Britannia és – egyre növekvő számban – Kanada csapatai ásták be magukat. Az 1914-es őszi események óta a brit hadsereg javarészt pihent, és megpróbálta kiheverni a veszteségeit. Kiképzett önkéntesek jöttek Angliából, és megérkeztek az első gyarmati csapatok is. A britek a front mentén szilárd erődrendszert építettek ki. Márciusban támadást kíséreltek meg az Ypres-től délre fekvő Neuve Chapelle-nél, mely során megszerezték az úgynevezett 60-as magaslatot.
Franciaország az első champagne-i csata kudarca miatt kiábrándult, alakulatainak morálja alacsony volt, a kezdeti háborús lelkesedést a hihetetlennek tűnő veszteségadatok gyorsan lehűtötték. Erősítésül a gyarmatokról rendeltek vissza csapatokat. Flandriában a honi francia alakulatok mellett az idegenlégió és a gyarmati országokból toborzott zsoldosok védték a frontot.

## A német támadások
Németország négy helyen, négy nagyerejű csapással próbálta meg átszakítani az antant frontvonalát.
1915. április 22–23.: Gravenstafel.

1915. április 22. – május 4.: St Julien

1915. május 8–13.: Frenzenberg

1915. május 24–25.: Bellewaarde
A támadás első szakaszában a németek támadást intéztek az ún. 60-as magaslat ellen. A környező vidéket uraló magaslat visszaszerzése kulcsfontosságú volt a csata sikeres megvívásához a németek számára, ezért a csata első szakaszában ennek bevételére törekedtek.
A frontszakaszon a németek gáztámadásokkal és az azokat követő rövid gyalogsági rohamokkal próbáltak meg áttörést kicsikarni. A létszámfölényben lévő antant erőket meglepte a gáztámadás, nem voltak felkészülve sem annak kivédésére, sem a sebesültek gyógyítására.
Április 25-én a németek Ypres-től nyugatra áttörték a frontot, de a jól csoportosított angol tartalékok miatt kénytelenek voltak visszavonulni. Mivel gáztámadásra nem volt lehetőségük, ezért tüzérséggel próbálták szétverni az összezáró brit csapatokat. Az áttörés során elfoglalt területet május 4-ig védték, azután a tarthatatlanná vált helyzetük miatt feladták azokat. Május 8-án újabb frontális támadás következett, de eredmény nélkül. Május 25-én a német parancsnokság leállíttatta a hatalmas veszteségekkel járó áttörési kísérleteket.

### Gáztámadás a60-as magaslatellen
Annak ellenére, hogy a németek azt tervezték, hogy fenntartják a patthelyzetet, a parancsnokok támadást terveztek a belgiumi Ypres városa ellen, amelyet 1914-ben elfoglaltak a britek. A második ypres-i csata célja elterelés volt egy nagyobb támadásról, amelyet a keleti fronton terveztek, valamint az új vegyi fegyverek kipróbálása. A németek 5700 megerősített hordóban 168 tonna klórgázt vittek a frontvonalra. Április 22-én a reggeli órákban a szél nyugati irányban fújt. Este 18:00-kor Steenstrate és Poelkapelle között kiengedték a klórgázt, kezdetét vette a világtörténelem első, vegyi fegyverrel történő támadása. A szemközt elhelyezkedő francia gyarmati hadsereg marokkói és algériai 45. és 87. hadtesteinek nem volt idejük a reagálásra. Látták ugyan a közelgő sárga felhőt, azonban nem tudták mire vélni a jelenséget, ezért lövészárkaikba húzódtak. A tömény gáz 6 kilométer szélességben borította el a francia és algériai állásokat, és iszonyatos pusztítást végzett a védtelen emberek között. A frontszakaszt védő 15 000 francia katonából 5000 azonnal meghalt, a többiek vakon, borzalmas égési sérülésekkel elhagyták a frontvonalat és nyugat felé menekültek. A fronton támadt résbe azonban nem nyomultak be a németek, mert a német parancsnokság nem látta előre a vegyi fegyver hatását, és a front e szakaszára nem csoportosítottak támadóképes csapatokat. Az ellenséges frontvonal kiürült, a németeket azonban nem szerelték fel gázálarccal, így az üres francia árkokban megülő gáz sérüléseket okozott a védtelen német támadóknak is, akik emiatt kénytelenek voltak állásaikba visszatérni. A támadás sikerét látván a német parancsnokok azonnal újabb klórtámadásokat rendeltek el. A rést végül kanadaiak foltozták be, megerősítve azt, így a németek újabb támadást nem tudtak megindítani.

## Következmények

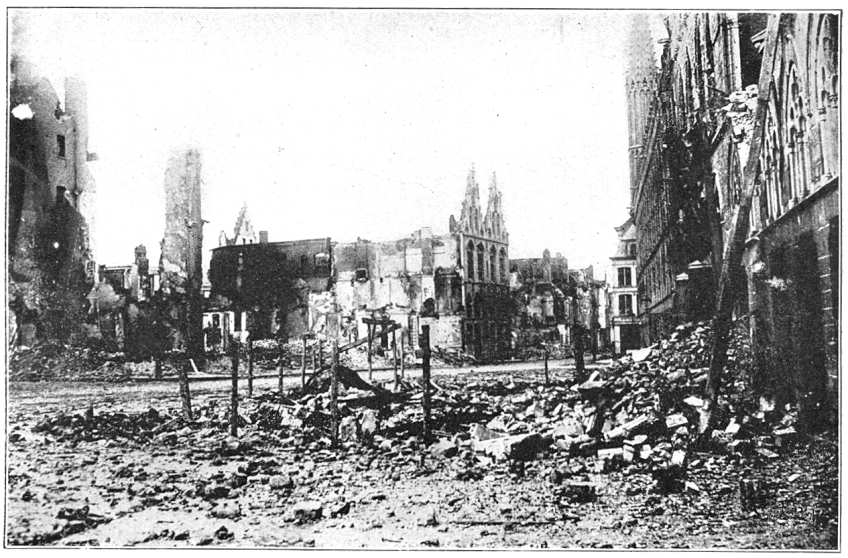
Ypres város piactere 1915-ben

A második ypres-i csatában már a maga teljes borzalmában mutatkozott meg a nyugati állóháború. A frontvonalat a németek még kis mértékben sem voltak képesek módosítani, miközben 35 000 katonájuk maradt holtan a csatatéren. A britek 60 000 fős veszteségük ellenére kitartottak. A francia csapatok 10 000 fős vesztesége azonban sokkolta a parancsnokságot, ezért a francia csapatokat hamarosan kivonták Flandriából, és csak a déli frontszakasz védelmére csoportosították át őket. A leghevesebb támadásokat kiálló kanadai csapatok csak 1915 második felére tudták magukat kiegészíteni lélekszámban és fegyverben, hogy támadást indítsanak.
A gáztámadás hatására megindult az első vegyvédelmi eljárások kifejlesztése, hamarosan a klórral reakcióba lépő ammóniával hoztak létre „ellen-gázfelhőket”, és elkészítették az első kezdetleges gázálarcokat is.